# Flame of Recca
Flame of Recca (烈火の炎, Rekka no honō) est un shōnen manga nekketsu écrit et dessiné par Nobuyuki Anzai. Flame of Recca fut prépublié dans l'hebdomadaire Weekly Shōnen Sunday de l'éditeur Shogakukan  entre le 5 avril 1995 et le 13 février 2002, et a été compilé en 33 tomes. Adapté en anime par le Studio Pierrot, il fut diffusé sur Fuji Television et Animax entre le 19 juillet 1997 et le 10 juillet 1998.
La version française du manga est publiée par Tonkam à partir du 1er novembre 2002, le dernier tome sortant le 14 décembre 2005. La série est, quant à elle, arrivée en France grâce au distributeur Déclic Images qui publia la totalité de la série en 2006.

## Synopsis
Recca Hanabishi est un adolescent passionné par tout ce qui touche aux ninjas. Alors qu'il vit chez son père, un fabricant de feux d'artifice en tout genre, sa route croise celle d'une jeune fille qui a un mystérieux pouvoir de guérison. Lorsqu'elle est attaquée par une femme étrange, Recca la sauve. Mais la femme s'intéresse davantage à Recca qu'à la jeune fille ; il possède lui aussi un étrange pouvoir...

## Liste des épisodes
1. Une princesse et son ninja, le pouvoir renaissant !
2. Les flammes et le dieu du vent, une dangereuse confrontation !
3. L'épéiste de l'eau, les crocs de la vengeance !
4. Les mystérieuses flammes-miroir du désespoir !
5. Les guerriers de l'ombre du clan Hokage !
6. Kurei le maître de la peur !
7. La gardienne de pierre, le jeu de la mort !
8. La maison de la poupée, le combat mortel de Fuuko !
9. Domon l'Oni, le pouvoir inconnu !
10. Les flammes se déchainent, deux Hokage !
11. Le Kougon Anki a cinq faces !
12. La flamme Kurenai, l'ange de la mort !
13. L'ultime flamme, le légendaire Karyu !
14. Renaissance du passé, 400 ans de vérité !
15. La malédiction du temps, une mère et son fils !
16. La détermination du combat, le défi de Recca !
17. Les Hokage apparaissent, Ura Buto Satsujin !
18. L'épée de Shura, la marche de Mikagami !
19. Les poings d'acier, la carte maîtresse de Domon !
20. Explosion ! Le secret de la peau d'une fille !
21. Papier dansant, vie insufflée !
22. Le changement soudain de Hotoke, une autre facette !
23. Épreuve désespérée !
24. Rugissement de la bête ! Le soldat de l'enfer !
25. Choc! Conclusion à la vitesse de la lumière !
26. Le retour de Mokuren, La menace de l'arbre humain !
27. Des larmes versées à cause des cheveux d'une fille !
28. Le jugement brûlant du Shun En de Setsuna !
29. Langues suspectes, Peur du Kotodama !
30. Tentation des belles femmes, Le duo mortel !
31. Feu maudit, Passe de Kurenai !
32. Ennemi invisible, Bataille contre la peur !
33. Dragon jumeau, Technique de l'imitation !
34. Féroce combattante Fuuko, Innombrables blessures sur le corps !
35. L'invocation de la fille, Réveille le Fuujin !
36. Flamme dragon combo, Adversaire en dehors du ring !
37. Fuis la dimension maléfique, Bataille dans l'autre dimension !
38. Peur, Zombie réanimé !
39. Bataille à mort de Mikagami, Inutilité du Hyomon Ken !
40. Piège d'une méchante femme, Fuujin en colère !
41. Round 2 ! Recca contre Kurei !
42. Battons-nous jusqu'à la mort, jusqu'à ce que la vie disparaisse !

## Personnages
- Recca Hanabishi (烈火 花菱?) : C'est le prétendu maître des flammes, il a les pouvoirs des 8 dragons de feu. Il a juré de protéger Yanagi, la « Princesse », jusqu'au bout.
- Yanagi Sakoshita (柳 佐古下?) : Elle a le don de soigner, c'est la « Princesse des ninjas ». C'est quelqu'un d'assez timide mais fort sympathique.
- Kagehoshi : La mère de Recca et femme-ninja, pour sauver son fils elle a ouvert une fissure dimensionnelle il y a 400 ans et depuis elle traverse les époques en tant qu'immortelle.
- Fūko Kirisawa (風子 霧沢?) : La fille-ninja des Hokage, elle porte le Fujin que Kagero lui a donné. Elle a un tempérament de feu !
- Domon Ishijima (土門 石島?) : Ce gorille est amoureux de Fûko à 100 % ! Il utilise des boules magiques, enfin il ne sait pas qu'il les utilise.
- Tokiya Mikagami (凍季也 水鏡?) : Il est orphelin se retrouve seul depuis la mort de sa sœur, qui lui a donné Ensui. Il a été élevé par Méguri Kyoza qui lui a appris le Hyomon Ken également.
- Kaoru Koganei (薰 小金井?) : Ex-Uruha, qui adore Yanagi, il est petit mais très débrouillard surtout quand il a son Kongô Anki entre les mains.
- Ganko Morikawa (願子 森川?) : Petite orpheline, ex-Uruha sauvé par Fûko. Jadis elle se servait de Katagutsu pour contrôler des poupées et tuer. Maintenant elle contrôle le mannequin qui ressemble tant à sa défunte mère.
- Kurei (紅麗?) : Demi-frère de Recca, il est aussi un maître (maudit ?) des flammes. Tout comme Recca, il a traversé la fissure dimensionnelle de Kagero pour se retrouver à notre époque.
- Kōran Mori : Le père adoptif de Kurei, c'est un homme méprisable et sans scrupules. Son seul but est de trouver Tendô Jingoku et de le fusionner avec la Guérisseuse pour devenir immortel.
- Les huit dragons : Nadare, Saiha, Homura, Setsuna, Madoka, Rui, Kokū, Resshin / Ōka

## Jeux vidéo
- 2001 : Flame of Recca: The Game (Game Boy Advance)
- 2004 : Flame of Recca: Final Burning (PlayStation 2)